# Titoizem
Titoizem je politična filozofija, ki je najbolj povezana z Josipom Brozom Titom med hladno vojno. Zanj je značilna široka jugoslovanska identiteta, delavsko samoupravljanje, politična ločitev od Sovjetske zveze in vodstvo v Gibanju neuvrščenih.
Tito je med drugo svetovno vojno v Jugoslaviji vodil jugoslovanske partizane. Po vojni so med Jugoslavijo in Sovjetsko zvezo nastale napetosti. Čeprav so se ta vprašanja sčasoma zmanjšala, je Jugoslavija še vedno ostala relativno neodvisna v razmišljanju in politiki. Tito je vodil Jugoslavijo do svoje smrti leta 1980.
Danes se izraz "titoizem" včasih uporablja za označevanje jugonostalgije, hrepenenja po ponovni vzpostavitvi ali oživitvi jugoslovanstva ali Jugoslavije s strani državljanov držav naslednic Jugoslavije.

## Kult osebnosti
Temeljni del titoizma je Titov kult osebnosti, ki je bil glavni instrument partijskega jugoslovanskega trženja. Celotna javna podoba Josipa Broza Tita je bila izredno dobro režirana: od portretov, javnih nastopov in govorov, ki so močno prispevali k uspehu promocije titoizma v državi in svetu.

## Osnove titoizma
Titoizem je, tako kot večina drugih političnih gibanj, doživljal evolucijo, tako da je dokončno obliko dobil šele leta 1953 z novo ustavo. Kljub nesoglasjem z drugimi komunističnimi državami, v katerih je prevladovala ZSSR, osnovna politika titoizma ostaja zvestoba komunizmu in nasprotovanju parlamentarni demokraciji. Ta politična podlaga je bila najprej nadgrajena z javno politiko nevtralnosti ali enake politične razdalje med Washingtonom in Moskvo, ki je v poznejših letih prerasla v gibanje neuvrščenih, katerega ustanoviteljica je bila SFR Jugoslavija.
Na notranjepolitični ravni je osnova titoizma samouprava, ki se je pojavila leta 1950. Teoretično so imeli delavci po tem zakonu pravico do upravljanja tovarn, zato so birokrati odvzeli oblast. Preprosto povedano, cilj samouprave, ki bi bil izpostavljen stalnim propagandnim napadom ZSSR, je bil, da delavci uživajo sadove svojega dela.